# سباق السرعة (الدراجات)

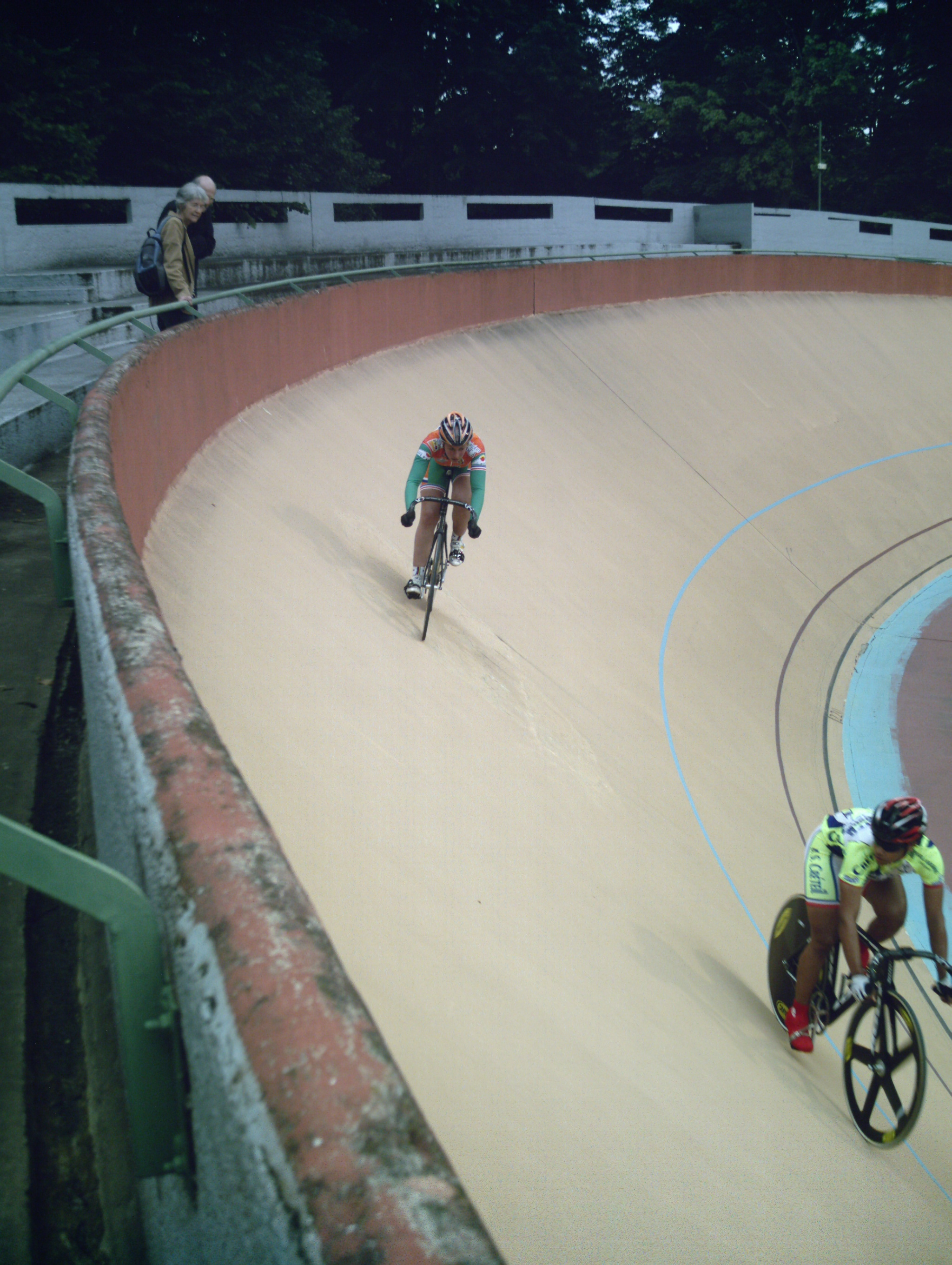
أثناء العدو

سباق السرعة هو فعالية من فعاليات ركوب الدراجات في المضمار يشارك فيه ما بين اثنين إلى أربعة متسابقين، يبدأ المتسابقون السباق بجانب بعظهم البعض على عكس المطاردة الفردية . كان سباق السرعة للرجال حدثًا أولمبيًا في كل الألعاب باستثناء عام 1904 (الذي كان يضم سباقات على سبع مسافات مختلفة) وعام 1912 (الذي لم يكن به أحداث ركوب الدراجات). تم التنافس على سباقات السرعة للسيدات في كل دورة أولمبية منذ عام 1988.

## أسلوب السباق
اعتمادًا على حجم المضمار ، يمكن أن يكون هذا الحدث من 250 م إلى 1000 م. على عكس سباقات السرعة في ألعاب القوى ، ليس من الضرورة ان يبدأ المتسابقين السباق من خط البداية وهم غير ملزمين بالبقاء ضمن ممرات محددة لكل منهم . غالبًا ما تكون الأجزاء الأولى من كل سباق تكتيكية للغاية مع قيام الدراجين بدواساتهم ببطء، حيث يتنافسون بعناية للحصول على موقع، وغالبًا ما يحاولون إجبار خصومهم على الصعود في المسار في محاولة لجعل منافسيهم يقومون بالخطوة الأولى. حتى أن البعض يوقف دراجاتهم تمامًا، متوازنة في وضع مستقيم مع بقاء القدمين على الدواسات وكلتا اليدين على قضبان المقبض ( حامل المسار ) ، في محاولة لجعل المتسابق الآخر يأخذ زمام المبادرة. يمكن تعليق حوامل الجنزير لفترة معينة فقط ولا يجوز الرجوع للخلف في حامل الجنزير عن طريق التأرجح للخلف وللأمام حيث سيتبع القاضي حامل الجنزير من أسفل المسار. السبب في هذا السلوك، كما هو الحال في العديد من أحداث سباقات الدراجات، هو الديناميكا الهوائية والتكتيكات.
عند وصول السباق إلى سرعة عالية، المتسابق الذي تمكن من البقاء خلف خصمه يمكنه الاستفادة من خاصية التتابع (انفاق جهد اقل بسبب انه ليس الشخص الذي يقاوم القوة العكية للهواء). من خلال البقاء خلف المتسابق المتصدر، يقلل المتسابق الثاني من شعور السحب الديناميكي للهواء. قبل النهاية مباشرة، ينسحب المتسابق المتأخر من هذا المسار ويبدا بزيادة سرعة الدواسة (مستغلا الطاقة التي اقتصد فيها من خاصية التتابع مقارنة مع من هو في المقدمة ) وقد يكون قادرًا على التغلب على الخصم قبل خط النهاية. لمنع حدوث هذا السيناريو قد يختار المتسابق في المقدمة بتسريع السباق قبل اللفة الأخيرة، على أمل أن يفاجأ خصومه على حين غرة وإنشاء فجوة كبيرة بما يكفي لإبطال التأثير الديناميكي للهواء أو الحفاظ على السرعة عالية بما يكفي لمنع خصومه من إكمال عملية تجاوزه .
خلال السباق، المتسابق في المقدمة ربما يختار التشبث بخط القياس في الجهة الداخلية للمضمار حيث يمنحه مسار أقصر حول المضمار. وبالمثل، قد يختار خط السرعة (خط أحمر 85 سم من الجهة الداخلية للمضمار) لإجبار خصومه على الصعود فوق الجهة الداخلية حيث ان المضمار يميل بزاوية 40 درجة إلى الاعلى من الداخل إلى الخارج وبالتالي تزيد عليهم المسافة وايضا الجهد. خط السرعة (الاحمر) هو يحدد ممر التسابق. بمجرد بدء السباق، لا يجوز للمتسابقين أن يسقطوا في ممر العداء أو يخرجوا من الحارة ما لم يكن لديهم تقدم واضح على خصمهم، وذلك لضمان منع التصادم .

## قواعد
وفقًا لما تحدده قواعد الاتحاد الدولي للدراجات (UCI) ، فإن الجولة الأولى من المنافسة تستخدم لتأهل وهي التسابق 200 م. في هذه الجولة، يكمل كل متسابق جولتين أو ثلاث لفات إحماء ثم يكمل آخر 200 م، والتي عادة ما تكون أقل بقليل من اللفة. يعتمد عدد الدراجين المؤهلين لجولات السباق السريع على البطولة نفسها حيث انه في بطولة كاس العالم يتأهل 16 متسابقا اما في بطولة العالم يتأهل 24 متسابقا. يتم تصنيف أفضل المتسابقين في الجولات التالية، مما يعني أن المتأهل الأسرع سيواجه أبطأ مؤهل وهكذا. ثم تستمر جولات خروج المغلوب، مبدئيًا على أساس سباق واحد ثم على أفضل شكل من ثلاثة سباقات من مرحلة ربع النهائي. قد يحصل المتسابقين المهزومون في الجولات السابقة على فرصة للاستمرار في المنافسة من خلال سباقات الإعادة .
تمتلك بريطانيا العظمى وألمانيا حاليًا اثنين من الألقاب الرئيسية في هذا الحدث. جيسون كيني هو بطل سباق السرعة الأولمبية للرجال، وكريستينا فوغل بطلة سباق السرعة للسيدات في الألعاب الأولمبية.

## المتغيرات

### كيرين
يعد Keirin أحد أنواع السباق السريع الذي يتنافس فيه عدد أكبر (عادة 6-8 أو 9 في اليابان) من العدائين بطريقة مختلف تمامًا. يتم تسيير الدراجين في اللفات المبكرة بواسطة (ومطلوب منهم البقاء خلف) دراجة نارية من طراز Derny ، والتي تزيد ببطء من سرعة السباق من 25 كم / ساعة إلى حوالي 50 كم / ساعة. ثم يترك المسار مع بقاء حوالي 600-700 متر. أول متسابق يعبر خط النهاية بسرعة عالية (أحيانًا 70 km / h) هو الفائز.

### العدو السريع للفريق
سباق السرعة الفرق (المعروف أيضًا باسم السباق الأولمبي) هو عبارة عن مطاردة قصيرة من ثلاثة رجال تقام على ثلاث لفات من المضمار . مثل حدث مطاردة الفريق (الأطول كثيرًا) ، يتنافس فريقان ضد بعضهما البعض، بدءًا من الجانبين المتقابلين من المضمار، ولكن في نهاية اللفة الأولى، يخرج المتسابق في المقدمة في كل فريق من السباق بركوب ضفة المضمار تاركاُ الراكب الثاني ليقود اللفة الثانية ؛ في نهاية اللفة الثانية، يقوم الراكب الثاني بنفس الشيء، تاركًا الراكب الثالث لإكمال اللفة الأخيرة بمفرده. في حدث السيدات، تتنافس الفرق المكونة من شخصين على مسافة لفتين. يعتبر سباق السرعة حدثًا أولمبيًا للرجال منذ عام 2000 ولسيدات منذ عام 2012.

### عربة
العربة عبارة عن سباق قصير، عادة لفة واحدة. اعتمادًا على حجم المسار، يبدأ ما بين أربعة وثمانية راكبي دراجات من بداية الوقوف، ويقومون بسباق سريع كامل لدورة واحدة. أول متسابق يعبر خط النهاية هو الفائز.